# Alfred Molina
Alfred Molina (London, 24. svibnja 1953.) britanski je glumac. 
Otac mu je španjolskog a majka talijanskog podrijetla.
Molina je studirao na Guildhall School of Music and Drama u Londonu. Nominiran je za Tonyja 1998. za svoju ulogu u kazališnom komadu "Art"  Yasmina Reze. 
Prvi igrani film u kojem je glumio bio je Otimači izgubljenog kovčega 1981. Postaje poznat poslije uloge u filmu Not Without My Daughter.
1986. oženio je 16 godina stariju glumicu Jill Gascoine.

## Filmografija (izbor)
- Otimači izgubljenog kovčega (1981.)
- Not Without My Daughter (Ne bez moje kćeri) (1991.)
- Maverick (1994.)
- Species (1995.)
- Dead Man (1995.)
- Boogie Nights (1997.)
- The Man Who Knew Too Little (1997.)
- Magnolija (1999.)
- Čokolada (2000.)
- Teksaški rendžeri (2001.)
- Frida (2002.)
- Spider-Man 2 (2004.)
- The Da Vinci Cod (2006.)
- Pink Panther 2 (2009.)
- Prince of Persia: The Sands of Time (2010.)
- Rango (2011.)